# Stramprooierheide
De Stramprooierheide, ook wel Stramprooise Heide, is een natuurgebied ten westen van Stramproy. Het gebied bestaat uit een aantal verspreid liggende percelen die samen ongeveer 32 ha groot zijn en wordt beheerd door Vereniging Natuurmonumenten.
Het grootste deel van het gebied is voormalig heide- en stuifzandgebied, dat begin twintigste eeuw met grove den werd beplant. Er zijn nog enkele heiderestantjes te vinden, waar kruipbrem en klokjesgentiaan groeien. Daarnaast is er gras- en bouwland. Op de akkers wordt graan verbouwd op biologischee wijze. Het bos wordt meer en meer naar afwisselend loofbos teruggebracht.
In de poelen langs de Grensweg leven de alpenwatersalamander, de kamsalamander de kleine watersalamander en de moerassprinkhaan.
Het gebied sluit in het zuiden aan op de natuurgebieden De Luysen en het Stramprooierbroek, die zich in België bevinden, en in het oosten op het Areven, dat ten westen van Stramproy is gelegen.